# The Rolling Stones 2nd British Tour 1964
The Rolling Stones 2nd British Tour 1964 es una gira de conciertos musicales realizados por la banda entre las fechas del 8 de febrero de 1964 y el 7 de marzo de ese mismo año en Inglaterra. En los que se realizaron 58 shows.

## Miembros que conforman la banda
- Mick Jagger voz, armónica
- Keith Richards guitarra
- Brian Jones guitarra
- Bill Wyman bajo
- Charlie Watts percusión

## Fechas de la gira
- 08/02/1964  Regal Theatre, Edmonton
- 09/02/1964  De Montfort Hall, Leicester
- 10/02/1964  Odeon Theatre, Cheltenham
- 11/02/1964  Granada Theatre, Rugby
- 12/02/1964  Odeon Theatre, Guildford
- 13/02/1964  Granada Theatre, Kingston upon Thames
- 14/02/1964  Gaumont Theatre, Watford
- 15/02/1964  Odeon Theatre, Rochester
- 16/02/1964  Guildhall, Portsmouth
- 17/02/1964  Granada Theatre, Greenford
- 18/02/1964  Rank Theatre, Colchester
- 19/02/1964  Rank Theatre, Stockton-on-Tees
- 20/02/1964  Rank Theatre, Sunderland
- 21/02/1964  Gaumont Theatre, Hanley
- 22/02/1964  Winter Gardens, Bournemouth
- 23/02/1964  Hippodrome Theatre, Birmingham
- 24/02/1964  Odeon Theatre, Southend-on-Sea
- 25/02/1964  Odeon Theatre, Romford
- 26/02/1964  Rialto Theatre, York
- 27/02/1964  City Hall, Sheffield
- 28/02/1964  Sophia Gardens, Cardiff
- 29/02/1964  Hippodrome, Brighton
- 01/03/1964  Empire Theatre, Liverpool
- 02/03/1964  Albert Hall, Nottingham
- 03/03/1964  Opera House, Blackpool
- 04/03/1964  Gaumont Theatre, Bradford
- 05/03/1964  Odeon Theatre, Blackburn
- 06/03/1964  Gaumont Theatre, Wolverhampton
- 07/03/1964  Winter Gardens, Morecambe

- Datos: Q11704423